# Ondřej Kundra
Ondřej Kundra (* 27. června 1980) je český novinář zabývající se investigativní žurnalistikou. Od roku 1999 spolupracuje s časopisem Respekt, od roku 2002 je stálým členem redakce. V roce 2010 získal cenu Novinářská křepelka.
V roce 2014 vydal životopis Medy Mládkové. V roce 2016 napsal knihu o ruských špionech Putinovi agenti, která byla Českým rozhlasem zpracována do podoby radioknihy a nominována na cenu Magnesia Litera. Spolu s Jaroslavem Kmentou získal na začátku roku 2019 Cenu Ferdinanda Peroutky. Spolupracoval s Jakubem Jandou z think-tanku Evropské hodnoty na mezinárodní analýze ruského informačního vlivu.

## Novinářská práce
Je autorem článku ze 17. dubna 2021 o výbuchu muničních skladů ve Vrběticích. Tento článek, přestože byl většího rozsahu, publikoval již 18 minut po začátku tiskové konference, která o události informovala. Ačkoli Mirek Topolánek a moderátor jako podcastu Topol Show Michal Půr vyjádřili podezření, že měl o události informace předem., sám Kundra genezi článku vysvětluje ve své knize Novičok nebo kulka. Jak umírají Putinovi kritici, dlouhodobou investigativní spoluprací s portálem Bellingcat, který odhalil skutečnou identitu agentů ruské tajné služby GRU zapojených do operace ve Vrběticích.

## Kontroverze
Poté, co Kundra spolu se svým kolegou Jaroslavem Spurným v roce 2012 kritizovali v článku Dvojí agent na útěku práci BIS, ta se proti jejich textu ohradila s tím, že se v něm nacházejí „lživé, zcela vymyšlené a účelové spekulace“ a že z podstaty své práce nemůže kontrašpionáž médiím detailně popisovat svou činnost.
Ondřej Kundra byl také autorem článku Muž s ricinem z dubna 2020, v němž zveřejnil utajené informace BIS o údajném příletu ruského agenta, který dostal za úkol zlikvidovat některé pražské komunální politiky. Přestože článek reflektoval skutečné kolující informace i reálnou policejní ochranu pražských politiků, nakonec se ukázalo, že česká strana reagovala na „cíleně smyšlenou informaci“ vypuštěnou jedním z pracovníků ruské ambasády v Praze, údajně v důsledku „vnitřního boje“ uvnitř tohoto zastupitelského úřadu. Česká vláda premiéra Babiše proto v reakci na tuto provokaci vyhostila dva ruské diplomaty ze země. Kundrův článek vyvolal diskusi, nakolik je přípustné a prospěšné, aby novináři zveřejňovali utajené informace zpravodajských služeb.